# Ligne de Narbonne à Port-Bou (frontière)
La ligne de Narbonne à Port-Bou (frontière) est une ligne de chemin de fer électrifiée, à écartement standard et à double voie longue de 107 kilomètres, située en quasi-totalité en France, en région Occitanie.
Mise en service de 1858 à 1878 par la Compagnie des chemins de fer du Midi et du Canal latéral à la Garonne, la ligne relie Narbonne à Portbou en Espagne, à la frontière franco-espagnole. Ce maillon international entre la France et la Catalogne dessert les départements de l’Aude et des Pyrénées-Orientales.
Elle constitue la ligne 677 000 du réseau ferré national.

## Histoire

### Chronologie
- 20 février 1858, mise en service de Narbonne à la gare du Vernet (Perpignan)[3],
- 12 juillet 1858, mise en service du Vernet à Perpignan[4],
- 21 mars 1866, mise en service de Perpignan à Collioure[5],
- 18 août 1867, mise en service de Collioure à Port-Vendres-Ville[6],
- 14 août 1875, mise en service de Port-Vendres à Banyuls et de l'embranchement de Port-Vendres-quais[6],
- 23 janvier 1878, mise en service de Banyuls à Cerbère et Port-Bou[6].

### Ligne de la Compagnie du Midi

#### Narbonne à Perpignan
Le chemin de fer de Narbonne à Perpignan est concédé, avec le chemin de fer de Bordeaux à Cette et du canal latéral à la Garonne et le chemin de fer de Bordeaux à Bayonne, à Messieurs Ernest André (suit une liste de nom, dont les frères Péreire). par décret le 24 août 1852, suivant la convention du 24 août 1852 passée avec le ministre des travaux publics. Cette concession donne naissance à la Compagnie des chemins de fer du Midi et du Canal latéral à la Garonne, dont la création est annoncée dans la partie officielle du Moniteur des chemins de fer au mois de novembre 1852.

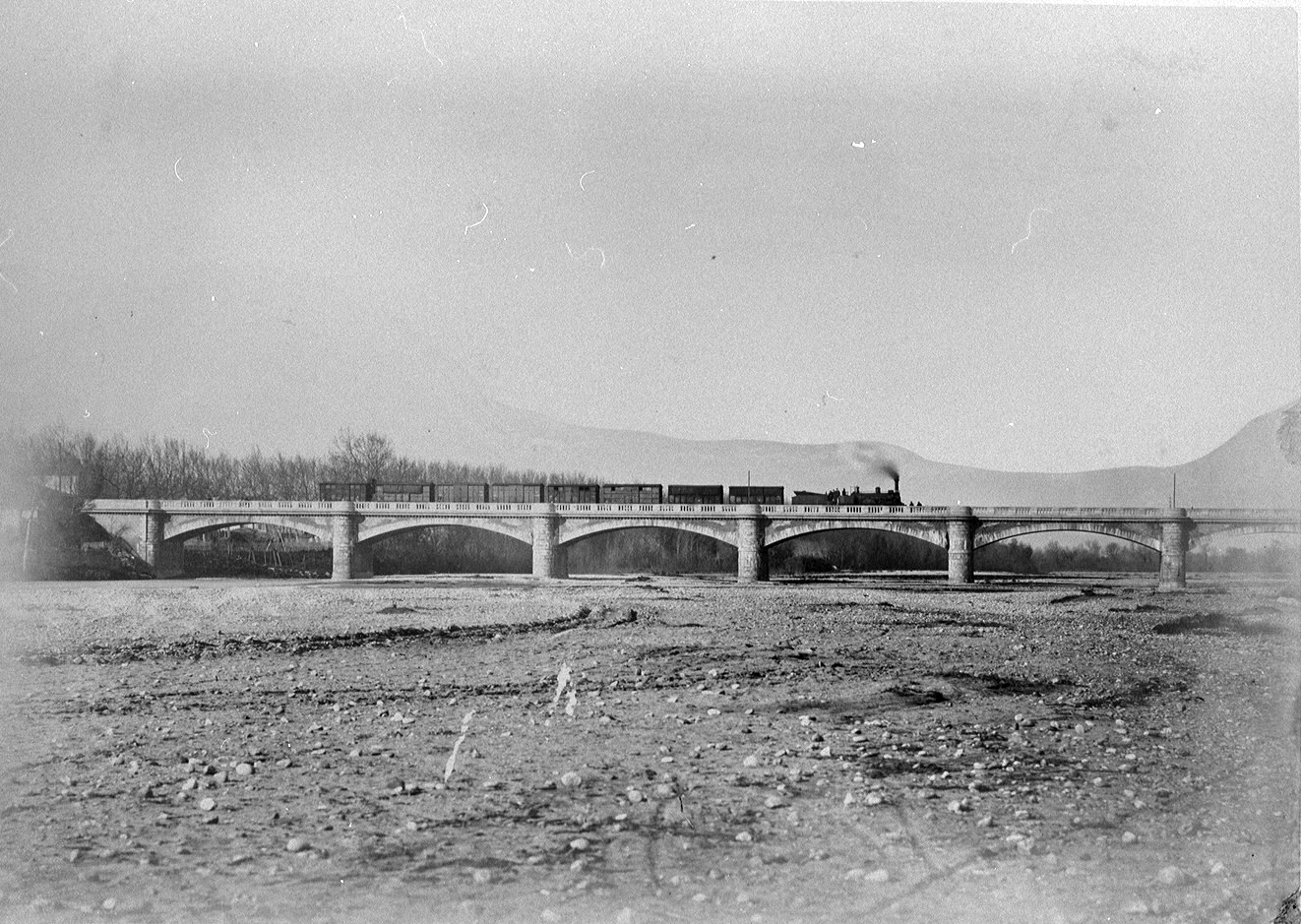
Pont sur la Têt (1873)

Pour l'État, l'intérêt de cette ligne est notamment de permettre des relations avec Barcelone et la Catalogne, la place de Perpignan et les forts du Roussillon, les établissements thermaux des Pyrénées-Orientales, et Port-Vendres qui doit ainsi en étant plus proche que Toulon des côtes algériennes pouvoir développer son trafic portuaire. En 1855, la quasi totalité du tracé est approuvé, ce qui permet l'ouverture des chantiers. Les travaux comportent d'importants remblais et quelques ouvrages d'art, notamment des ponts. Des intempéries retardent la construction de ceux de La Nouvelle, Rivesaltes et sur l'Agly ce qui ne permet d'ouvrir la ligne comme prévu au mois de décembre 1857 mais seulement le 20 février 1858 pour les 58 kilomètres de la section de Narbonne au Vernet, où une station terminus provisoire est établie sur la rive gauche de la Têt. Un service d'omnibus est mis en place pour transporter les voyageurs du Vernet au centre-ville de Perpignan.
Le prolongement de la ligne jusqu'à Perpignan, sur la rive droite de la Têt, autorisé que le 3 juillet 1857, est ouvert le 12 juillet 1858. La gare est terminée, elle est établie près du pont sur la Têt, mais sur un point haut pour éviter les risques dus aux débordements du fleuve, et hors des fortifications, exigence des militaires, à 500 mètres des limites fortifiées de l'ouest de la ville. La gare provisoire du Vernet, située en zone inondable, est détruite du fait du coût des travaux nécessaires pour la rendre pérenne. Les trains omnibus mettent deux heures et cinq minutes pour parcourir le chemin entre Narbonne et Perpignan.

#### Perpignan à Port-Vendres
Le prolongement de Perpignan à Port-Vendres est concédé à titre éventuel à la Compagnie du Midi selon une convention signée entre le ministre secrétaire d'État au département de l'Agriculture, du Commerce et des Travaux publics et la compagnie le 22 décembre 1859. Cette convention est approuvée par décret le 11 juin 1859. Ce tronçon est déclaré d'utilité publique et la concession est déclarée définitive par décret impérial le 16 janvier 1861. L'État, considérant que cette ligne est principalement stratégique, décide de prendre l'infrastructure à sa charge et commence les travaux en 1861.

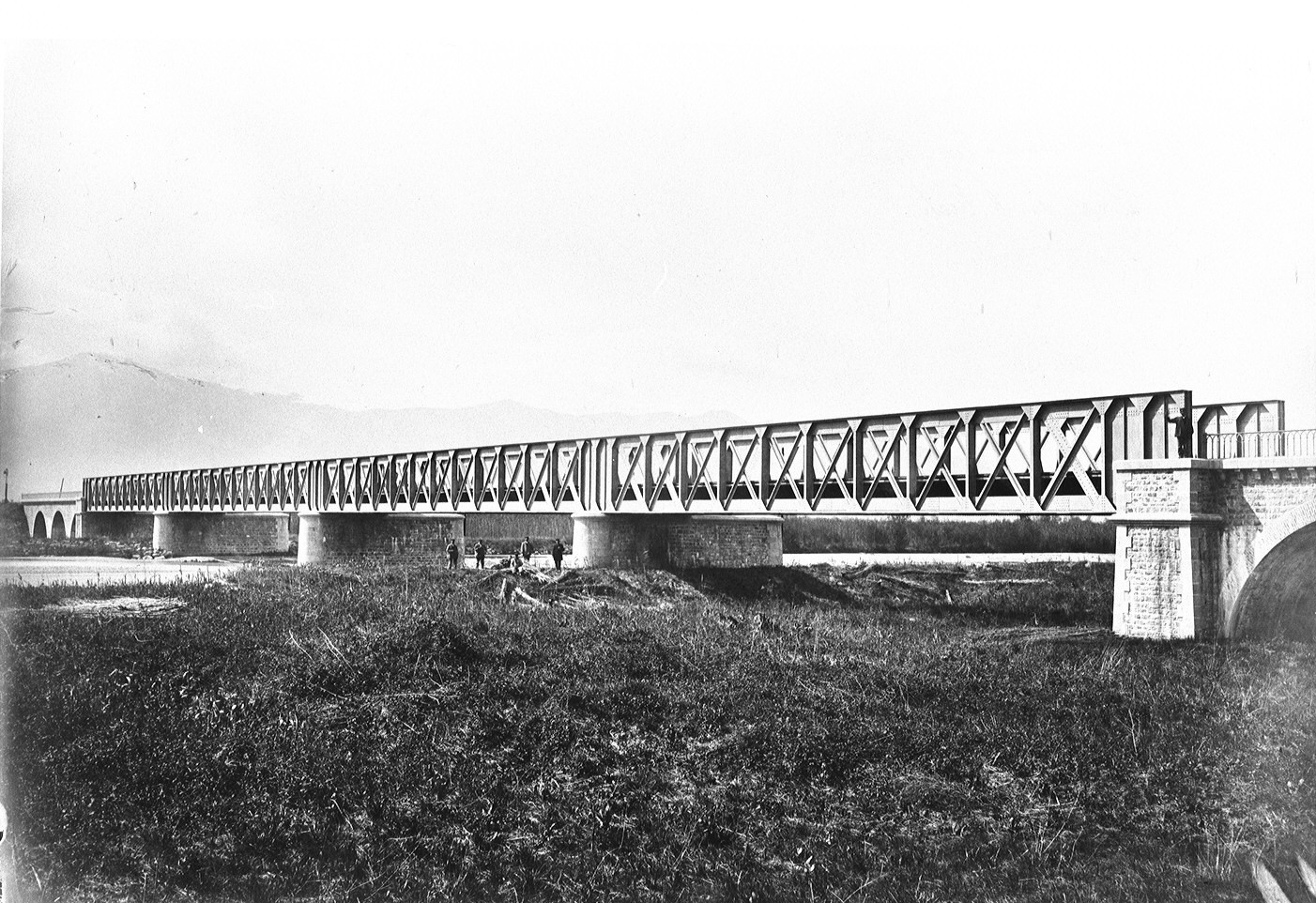
Pont sur le Tech (1873).

Un décret du 11 juin 1863 rétrocède la construction à la Compagnie du Midi en lui accordant une subvention de neuf millions de francs. Néanmoins c'est l'État qui poursuit les travaux jusqu'à leur achèvement, la Compagnie lui reversant les sommes nécessaires au fur et à mesure de leur avancement. La première section jusqu'à Colioure comporte plusieurs ouvrages d'art importants comme le tunnel, long de plus de cinq cents mètres, situé juste avant la gare de Collioure. Mais c'est le franchissement du Tech qui va poser le plus de problèmes. Les ingénieurs de l'État ont prévu un viaduc en maçonnerie composé de dix-sept arches, de dix à vingt mètres d'ouverture, posées sur des piles situées dans le lit du fleuve. Mais le fond vaseux rend difficile la construction des fondations, au point d'inciter l'entrepreneur, responsable de ce chantier, à résilier son contrat. C'est la Compagnie qui prend en charge ce franchissement en modifiant l'ouvrage remplacé par un pont en fer constitué de seulement trois piliers, en maçonnerie, supportant quatre travées métalliques longues de 40 mètres. Du fait de ce problème, la prévision d'une ouverture à l'automne 1865 ne peut être tenue car l'ouvrage n'est terminé qu'en février 1866. À sa mise en exploitation le 21 mars 1866 la section comporte deux stations : Elne et Argelès, et une halte à Palau-del-Vidre. C'est un service de camionnage qui permet de faire le lien avec la zone portuaire de Port-Vendres.
Les trains atteignent Port-Vendres-Ville le 18 août 1867.

#### Port-Vendres à Port-Bou (frontière)
Le 14 juin 1861, un décret impérial déclare d'utilité publique la ligne entre Port-Vendres et la frontière d'Espagne. Elle est concédée à la Compagnie des chemins de fer du Midi et du Canal latéral à la Garonne selon les termes d'une convention signée entre le ministre de l'Agriculture, du Commerce et des Travaux publics et la compagnie le 1er mai 1863. La convention est entérinée par décret le 11 juin 1863.
Les voies sont mises en service jusqu'à Banyuls le 14 août 1875. Enfin, Port-Bou est atteint le 23 janvier 1878. Dans le tunnel entre Cerbère et Port-Bou, il existe deux voies distinctes : La première à écartement standard utilisée par les trains français faisant leur terminus à Port-Bou, et une à écartement large permettant aux trains espagnols d'arriver à Cerbère. L'exploitation du tronçon international est gérée dans un premier temps par des conventions franco-espagnoles provisoires. Une convention définitive est signée le 20 juillet 1882. Cette convention est ratifiée par une loi le 12 juillet 1883, et promulguée par décret le 31 août 1883.

#### Évolution de la ligne
Le projet pour établir une seconde voie entre Narbonne et Mandirac est transmis au ministre des travaux publics le 6 avril 1877, avec un avis favorable des ingénieurs du contrôle.
La ligne est progressivement équipée d'une deuxième voie sur toute sa longueur jusqu'en 1883.
Avant la première guerre mondiale, le tronçon entre Banyuls et Cerbère a été équipé de block manuel Regnault. Le reste de la ligne étant exploité en cantonnement téléphonique.

### Ligne de la SNCF
En 1961, la ligne est équipée sur la totalité de sa longueur en block manuel uniformisé Sud-Est. De 1976 à 1982 il est remplacé progressivement par du block automatique lumineux. Le 18 septembre 1981 la ligne a été électrifiée par caténaire en courant continu 1 500 volts entre Narbonne et Elne, puis le 29 avril 1982 jusqu'à Port-Bou.
L'électrification en 1 500 V continu et la signalisation de type block automatique lumineux (BAL) datent du 23 septembre 1981 pour la première section de Narbonne à Elne, et du 29 avril 1982 pour la seconde d'Elne à Port-Bou. Le projet avait été élaboré, dans les années 1930, par la Compagnie du Midi, mais l'exécution des travaux a été retardée à la suite des guerres, et commencée à la fin des années 1970, après le choc pétrolier de 1973.

## Caractéristiques

### Tracé

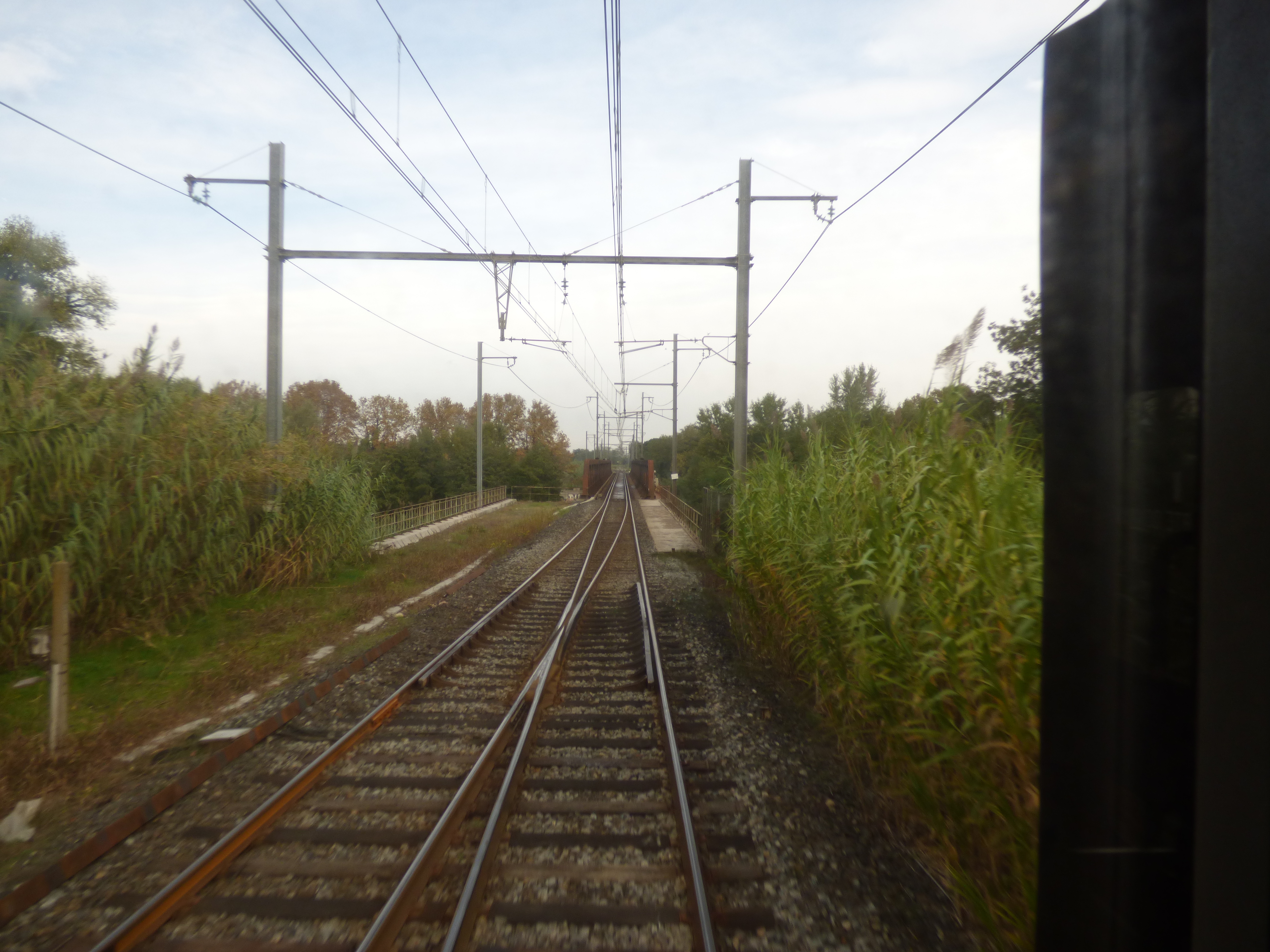
L'imbrication des voies permettant de franchir le Tech près d'Elne (66).

À la sortie de la gare de Narbonne, la ligne passe le pont sur le canal de la Robine en parallèle avec les lignes de Narbonne à Bize et de Bordeaux-Saint-Jean à Sète-Ville dont elle se détache peu après en plongeant vers le sud. Elle pénètre alors dans des zones basses et marécageuses en contournant par l'est l'étang de Bages-Sigean, puis en passant sur des étroites bandes de terre entre les étangs, de la Sèche et de l'Ayrolle, avant de franchir le pont sur le chenal de Port-la-Nouvelle et d'arriver en gare de Port-la-Nouvelle. La ligne, établie sur des remblais, suit maintenant la bande littorale, laisse sur sa droite la lagune de l'étang de La Palme, dessert la gare de Leucate-La Franqui et quitte la bordure littorale pour rejoindre la gare de Salses. Peu après la sortie de la gare elle s'engage sur la rive ouest de l'étang de Leucate qu'elle quitte après avoir passé la limite entre les départements de l'Aude et des Pyrénées-Orientales. La ligne suit alors un tracé parallèle à l'autoroute A9 dont elle s'éloigne légèrement peu avant d'atteindre la gare de Salses. Ensuite, elle se dirige plus vers l'ouest, passe sous l'autoroute et franchit le Reboul et l'Agly avant d'arriver en gare de Rivesaltes et l'embranchement de la ligne de Carcassonne à Rivesaltes. Contournant la ville par l'est, elle se dirige de nouveau vers le sud, repasse sous l'autoroute, franchit le Têt et arrive en gare de Perpignan,.

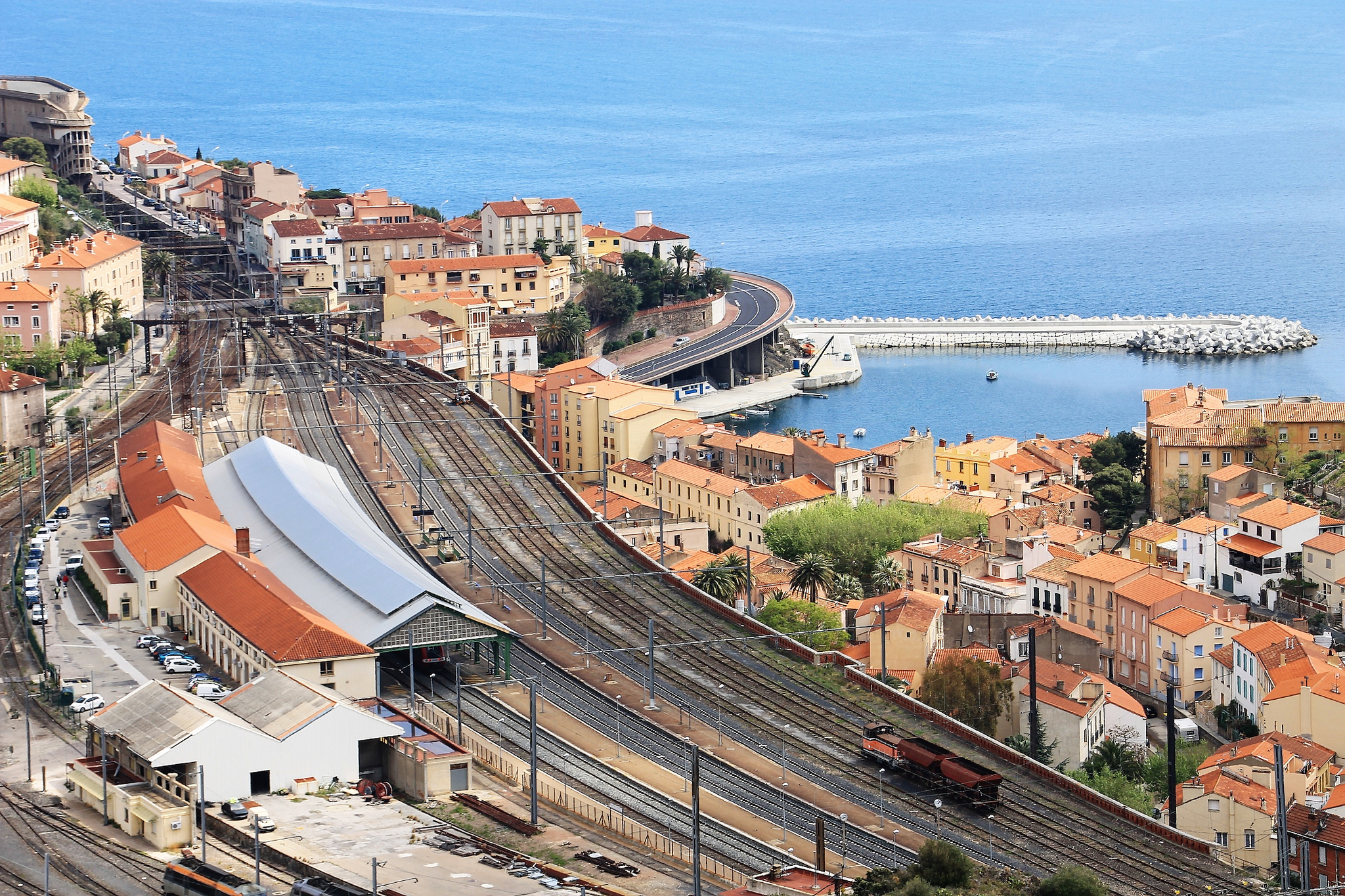
Vue des installations de la gare de Cerbère.

Après avoir contourné la ville de Perpignan par l'ouest, la ligne va en direction du sud-ouest traverser, souvent sur des remblais, la plaine alluviale. Elle franchit le Réart par un pont de cinq arches, passe près de Corneilla-del-Vercol, et arrive en gare d'Elne à l'ouest de la ville. En parallèle avec la ligne d'Elne à Arles-sur-Tech elle franchit le canal d'Elne et arrive au Tech qu'elle franchit par un pont métallique qui comporte deux voies imbriquées l'une dans l'autre sans aiguilles. Le pont s'était effondré lors d'une crue, en 1940, pendant la Seconde Guerre mondiale et faute de crédits cette disposition originale a été adoptée pour le reconstruire. Ce pont est à voie unique mais sans avoir d'appareil de voie pour gérer le passage des trains selon le sens. Après ce pont la ligne, sur un tronçon rectiligne, franchit sur des viaducs, les rivières de la Riverette et de la Massane, avant d'arriver en gare d'Argelès-sur-Mer. Par une suite de tranchées et de remblais elle rejoint le littoral, établie en corniche au pied du Massif des Albères elle surplombe la mer, franchit une anse par le viaduc du Ravanel et traverse le tunnel de la Croix-de-Force avant d'arriver en gare de Collioure. Sur cette section les pentes ne dépassent pas les 5 mm/m.
La suite du tracé est établie « à travers les reliefs pyrénéens s'avançant en promontoire dans la mer ». À la sortie de la gare de Collioure, la ligne, par une faible rampe, atteint l'entrée du tunnel, de 842 mètres creusés sous le fort Saint-Elme, puis elle rejoint la gare de Port-Vendres-Ville, d'où un embranchement permet de rejoindre Port-Vendres-Quais. Tout en courbes le tronçon suivant traverse le tunnel de Las Portas 404 m, franchit le viaduc de Cosprons puis les tunnels de Perternère 397 m et Las Elmes 84 m avant de desservir la gare de Banyuls-sur-Mer. Puis elle contourne la station par l'ouest, franchit la Baillaury, puis dans un profil devenu difficile les tunnels de Peyrefitte 1 231 m et Canadeils 96 m avant d'atteindre la gare frontière de Cerbère et son complexe ferroviaire comportant les voies à écartement standard du réseau français et celle à écartement large du réseau espagnol. Un atelier de changement d'essieux permet aux wagons de marchandises de passer d'un réseau à l'autre. Ensuite la ligne en parallèle avec la ligne espagnole franchit le Ribéral et pénètre dans le tunnel des Balitres long de 1 064 m, la frontière passe par son centre. Elle en ressort, en Espagne, pour atteindre la gare de Portbou où se trouve la fin de la voie à écartement standard,.

### Ouvrages d'art
| Nom                                    | PK      | Long.  |
| -------------------------------------- | ------- | ------ |
| Pont sur le canal de la Robine         | 405.435 | 52 m   |
| Pont sur le chenal de Port-la-Nouvelle | 424,605 | 86 m   |
| Pont sur le Reboul                     | 458,068 | 46 m   |
| Pont sur l'Agly                        | 458,365 | 159 m  |
| Pont sur la Têt                        | 467,042 | 179 m  |
| Pont sur la Basse                      | 467,813 | 50 m   |
| Viaduc du Réart                        | 473,958 | 70 m   |
| Pont sur le canal d'Elne               | 481,470 | 70 m   |
| Pont sur le Tech                       | 482,761 | 245 m  |
| Viaduc de la Riberette                 | 485,214 | 84 m   |
| Viaduc de la Massane                   | 489,041 | 106 m  |
| Viaduc du Ravanel                      | 493,551 | 80 m   |
| Tunnel de la Croix-de-Force            | 493,968 | 560 m  |
| Pont du Douy                           | 494,968 | 54 m   |
| Tunnel de Saint-Elme                   | 495,852 | 842 m  |
| Galerie du ch. de Banyuls              | 497,824 | 27 m   |
| Tunnel de Las Portas                   | 498,441 | 404 m  |
| Viaduc de Cosprons                     | 500,180 | 78 m   |
| Tunnel de Perternère                   | 500,616 | 397 m  |
| Tunnel de Las Elmes                    | 501,474 | 84 m   |
| Viaduc de Baillaury                    | 503,065 | 150 m  |
| Tunnel de Peyrefitte                   | 504,410 | 1232 m |
| Tunnel de Canadeils                    | 508,105 | 96 m   |
| Pont du Ribéral                        | 508,908 | 105 m  |
| Tunnel des Balitres                    | 509,160 | 1064 m |

### Équipement
La ligne est électrifiée en 1 500 V continu, équipée du block automatique lumineux (BAL), dotée du contrôle de vitesse par balises (KVB) et d'une liaison radio sol-train sans transmission de données.

### Vitesses limites
Vitesses limites de la ligne en 2012 pour les TGV, AGC, Z2, trains V 160 ou X 72500, en sens impair (certaines catégories de trains, comme les trains de marchandises, possèdent des limites plus faibles) :
| De (PK)             | À (PK)              | Limite (km/h) |
| ------------------- | ------------------- | ------------- |
| Narbonne Voyageurs  | Perpignan Voyageurs | 150           |
| Perpignan Voyageurs | Collioure           | 140           |
| Collioure           | Cerbère             | 100           |
| Cerbère             | Port-Bou            | 40            |

## Trafic
Bien que le terminus de la ligne soit situé à Portbou, la majorité des trains ont leur terminus à Cerbère, la  gare frontière (voir photo). C'est le cas des TER arrivant de Toulouse et d'Avignon. La principale gare de la ligne est celle de Perpignan, puis celle de Narbonne. Celle de Cerbère est également importante car elle constitue le terminus de plusieurs trains circulant sur la ligne.
La ligne est fréquentée essentiellement par des TER Occitanie, qui relient surtout Narbonne ou Perpignan à Cerbère et Portbou. Il circule également les TGV venus de Paris-Lyon, à destination de Perpignan ; l'Intercités de nuit Paris-Austerlitz – Cerbère. À cela s'ajoutent les trains de fret circulant entre Perpignan / Narbonne / Marseille / Bordeaux / Toulouse et l'Espagne.
La ligne fait partie du Corridor européen D (de Valence à Budapest) et devrait être équipée de l'ETCS niveau 1 à l'horizon 2018. À la suite de la mise en service de la ligne LGV vers Barcelone à partir du mois de décembre 2013, les Talgo reliant cette ville à Montpellier furent remplacés par plusieurs TGV.

## Galerie de photographie

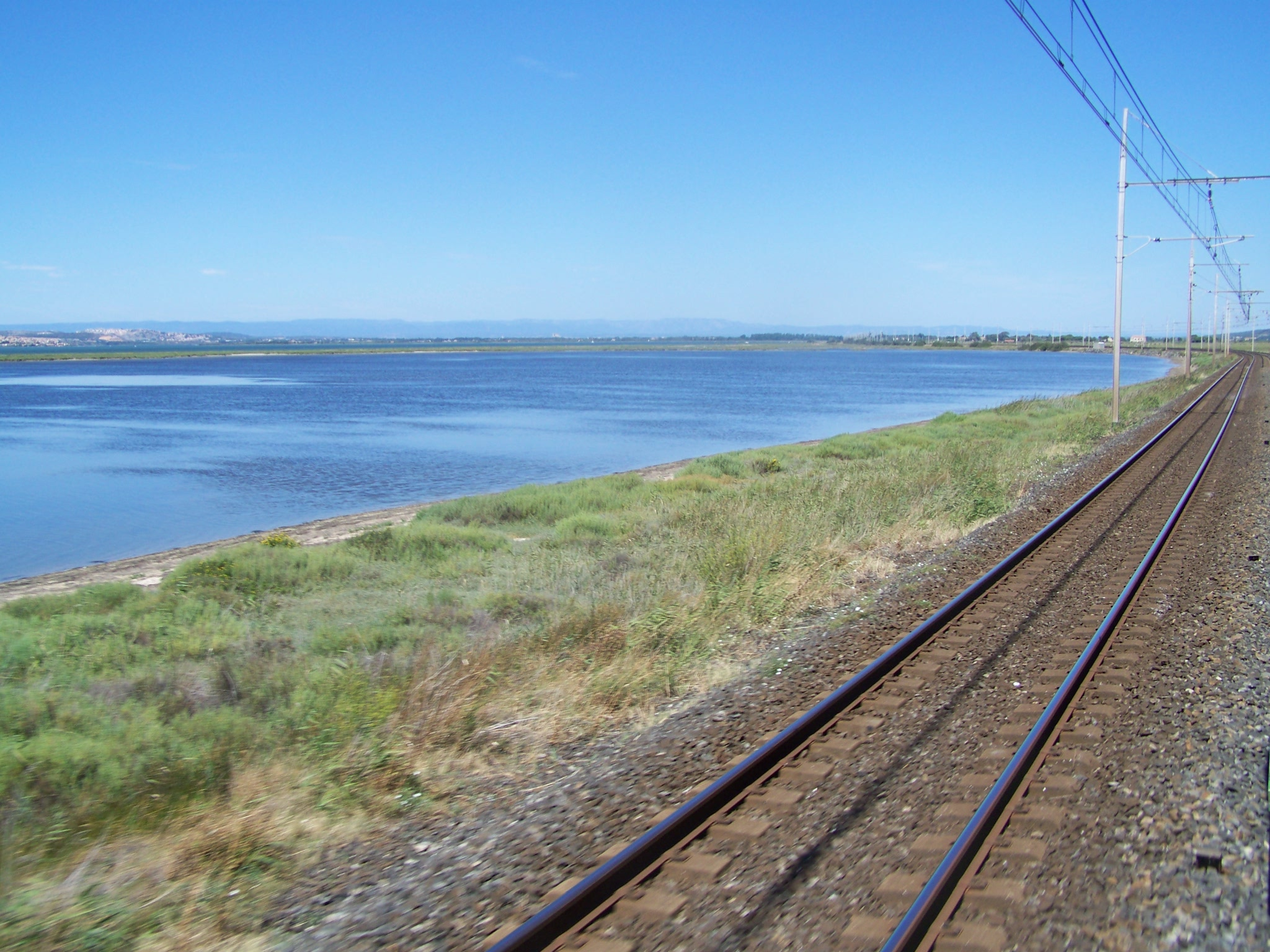
Entre Narbonne et Perpignan, passage entre la mer et l'étang de Leucate.
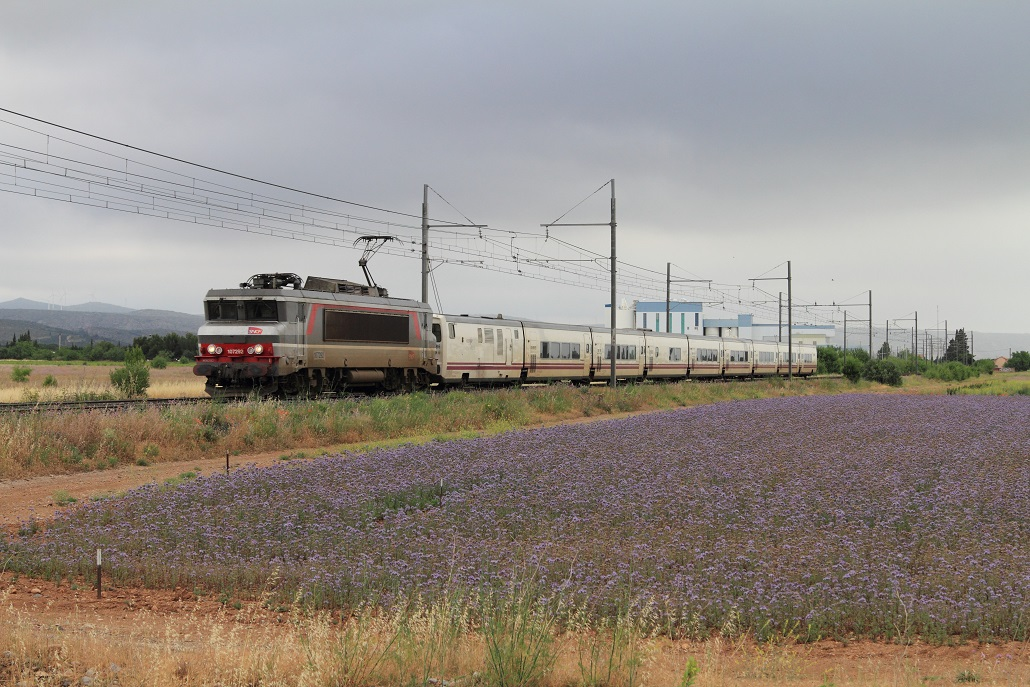
Passage d'un Talgo au PN 413 (PK 453,949) de la ligne en 2013.
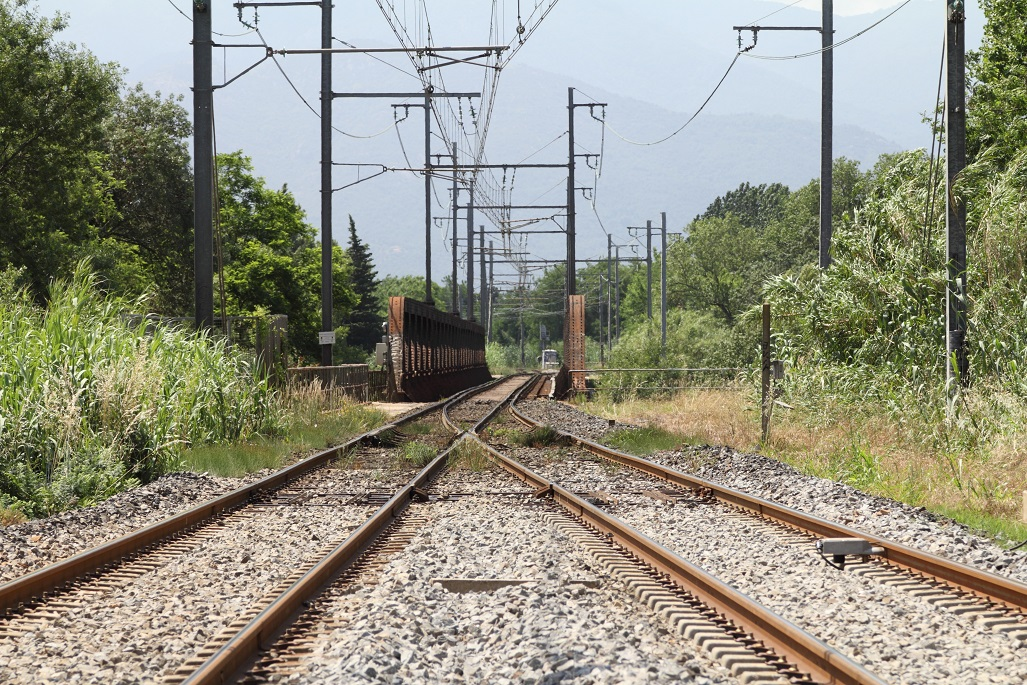
Enchevêtrement du viaduc du Tech.
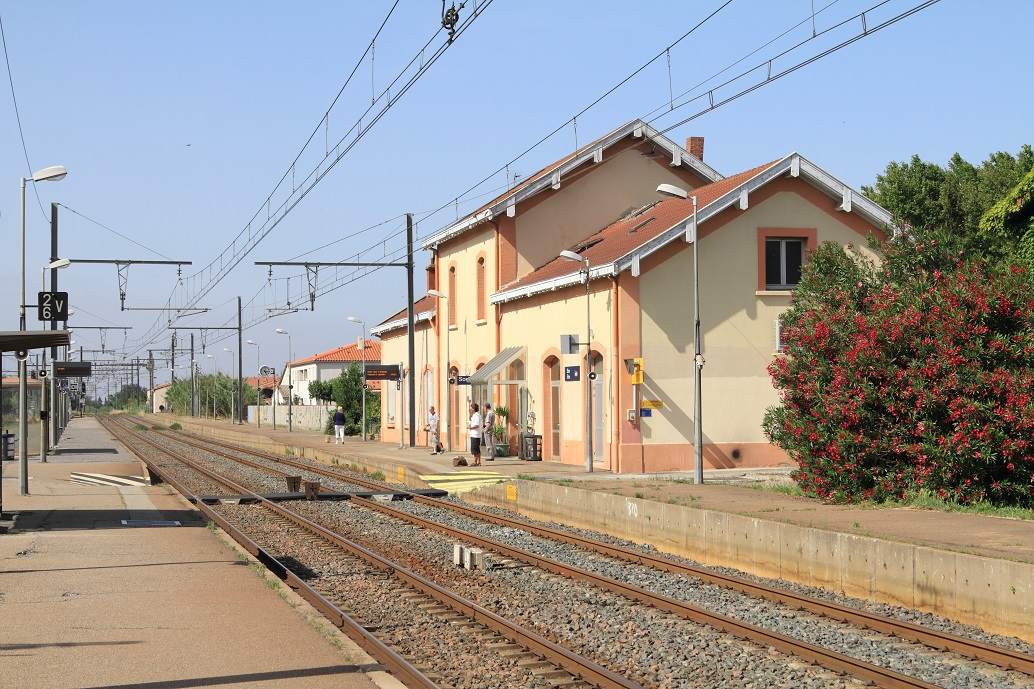
Gare d'Elne.